# 白井ひとみ
白井 ひとみ（しらい ひとみ、1988年4月20日 - ）は、日本のAV女優。

## 人物
2007年にAVデビュー。AV初出演時にはキスはおろか、男の体を見たことも触れたこともないと言う正真正銘の処女であることを売りにしていた。

## 作品
2007年
- 「処女喪失」（8月31日、MOODYZ）

2008年
- 「女子校生 パンティーの穴」（6月6日、映天）オムニバス作品
- 「バスト90cm以上の女同士のガチンコバトル! 爆乳キャットファイト」（7月4日、ロケット）他7名出演
- 「夏のナマ脚 サンダル＆ミュール足コキ」（9月5日、フリーダム）他出演:梅原あんな、あすかりの
- 「ギャルのニーソックス 」（9月5日、フリーダム）他6名出演
- 「処女喪失 初めてのフェラチオとSEX BEST」（10月1日、MOODYZ）オムニバス作品 他6名出演
- 「どうしても乳首でイっちゃう女」（10月5日、フリーダム）他出演:あすかりの、七海、梅原あんな
- 「エロい指の動きと濡れ具合がわかるオナニー」（10月5日、フリーダム）他出演:あすかりの、七海、梅原あんな
- 「フードクラッシュ」（10月5日、フリーダム）他出演多数
- 「美少女の足裏」（10月5日、フリーダム）他出演多数

2009年
- 「ドキュメント～若妻の性欲～」（7月18日、サムシング）

2010年
- 処女喪失 初めてのSEX BEST8時間（3月13日、MOODYZ）オムニバス作品 他多数出演
- Virgin Recruit 面接に来たキツめのキャリアウーマンを職権乱用でヤッちゃいました！！ hitomi（4月16日、C-Format）
- ～緊縛拷問NEXT GENERATION～ 女体戦慄地下迷宮 第一章 脱出不能!!よがり泣く捕われの生贄たち（8月7日、BabyEntertainment）
- 白井仁美の人間便器5日間レッスン（9月10日、超醜い豚便器）
- 「ゲロスカ痴女 糞尿三姉妹（人間崩壊シリーズ10）」（2010/9/17　ラッシュ）